# ミッチェル・ハント
ミッチェル・ハント (Mitch Hunt, 1995年6月19日 - )は、ジャパンラグビーリーグワン日本製鉄釜石シーウェイブスに所属するラグビー選手。

## プロフィール
- ニュージーランドネルソン出身[1]。
- ポジションはスタンドオフ(SO)、フルバック(FB)。
- 身長 172 cm、体重 88 kg
- U20ニュージーランド代表に選ばれたことがある[2]。
- 北島代表に選ばれたことがある。

## 略歴
オークランド、クルセイダーズ、タスマン、ハイランダーズを経て、2023年、三重ホンダヒートに加入。
2023年12月9日に行われたJAPAN RUGBY LEAGUE ONE第1節神戸スティーラーズ戦にて先発出場で日本での公式戦初出場を果たした。
2024年、日本製鉄釜石シーウェイブスに加入。